# Cultura del miedo

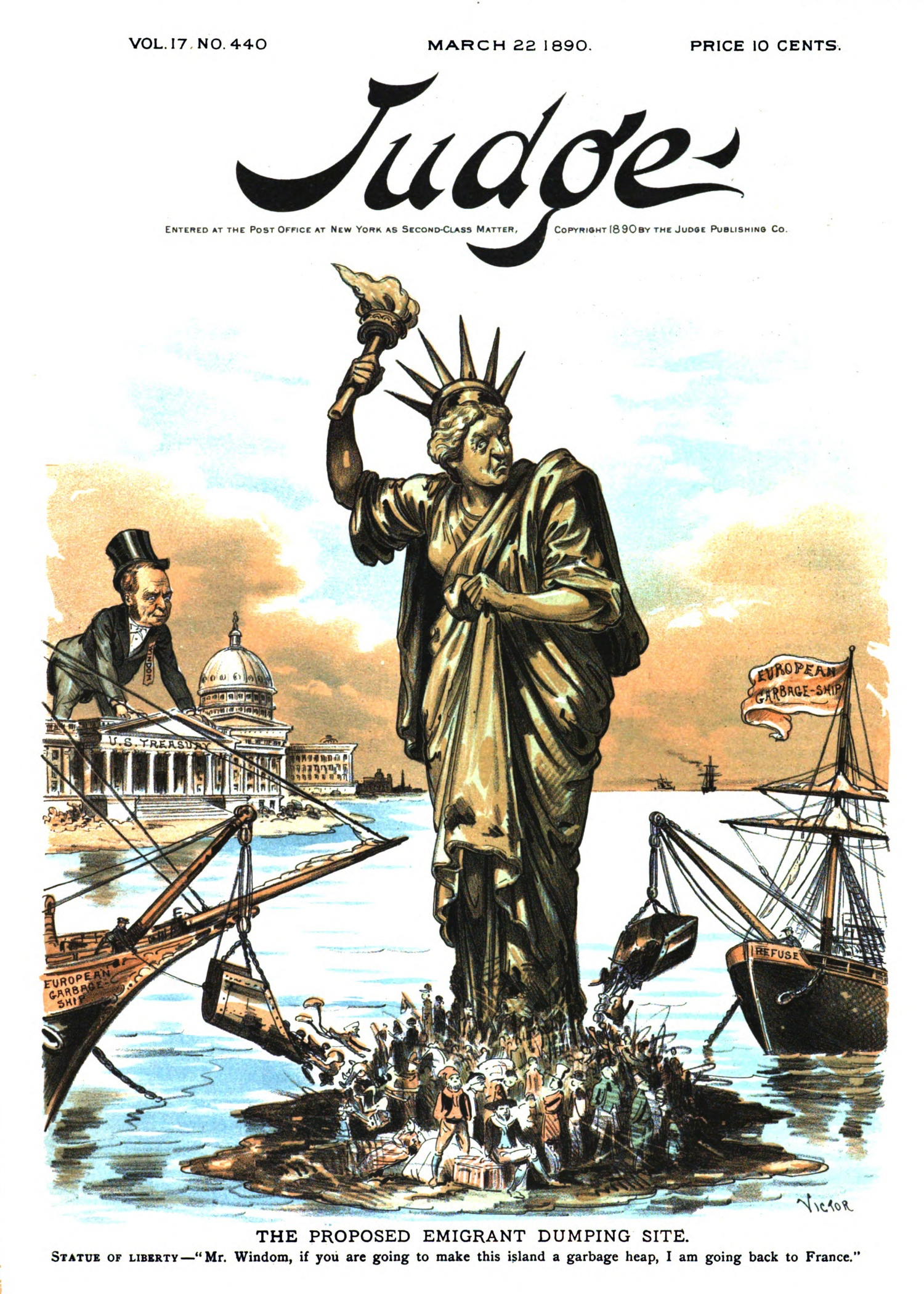
Portada de la revista Judge (22 de marzo de 1890) mostrando el miedo a la inmigración. Texto: "Señor Windom, si va a convertir esta isla en un montón de basura, regresaré a Francia"

Cultura del miedo es un término que hace referencia a una percepción común de miedo y ansiedad en discursos públicos y relaciones personales, y cómo ésta puede afectar la manera en que las personas interactúan con las demás, cuales individuos y como agentes democráticos. Entre aquellos que usan esta percepción, existen diferentes variedades de afirmaciones, como los orígenes y las consecuencias de la tendencia que buscan describir; sin embargo, la mayoría coincide con la aserción elemental, que la cultura del miedo es un fenómeno relativamente nuevo relacionado con los medios de información masiva, con importantes implicaciones dañinas en potencia.

## Variaciones sobre la tesis
Diversos periodistas sociales han presentado diferentes tesis sobre la cultura del miedo, cada uno con un énfasis distintivo. Podrían ser categorizadas a lo largo de un rango de variantes, desde aquellas en las cuales se considera al fenómeno como conscientemente dirigido - por ejemplo, una política deliberada de alarmismo -, hasta aquellas en las cuales se le trata como una emanación espontánea de desarrollos históricos, como una respuesta reflexiva a otros cambios en la sociedad.

### Miedo construido
Entre los que tienden a argumentar que la cultura del miedo está siendo intencionadamente elaborada, podrían mencionarse al lingüista Noam Chomsky, al sociólogo Barry Glassner, a cineastas políticos tales como Adam Curtis y Michael Moore o reporteros como Judith Miller. Los motivos expuestos para tal plan premeditado de alarmismo varían, pero dependen del potencial incrementado de control social, que una población desconfiada y recíprocamente atemorizada, puede ofrecer a aquellos en el poder. En estos términos, los miedos son cuidadosa y repetidamente creados y alimentados por cualquiera que desee infundir temor, frecuentemente a través de la manipulación de palabras, hechos, noticias, fuentes o información, a fin de inducir ciertos comportamientos personales, justificar acciones o políticas gubernamentales (en el país o el extranjero), mantener a la gente consumiendo, elegir políticos demagogos o distraer la atención pública de posibles problemáticas sociales más urgentes como la pobreza, la seguridad social, el desempleo, el crimen o la contaminación. Dichos comentaristas sugieren que existe una escala de procesos culturales que pueden considerarse como "técnicas" deliberadas para alarmar. Por ejemplo:
- Cuidadosa selección y omisión de noticias (algunos hechos relevantes son mostrados y otros no);
- Distorsión de estadísticas o números;
- Transformación de eventos aislados a epidemias sociales; (Juicios de Salem)
- Corrupción y tergiversación de palabras o terminología conforme a objetivos específicos;
- Estigmatización de minorías, especialmente cuando son asociadas con actos criminales, degradando la opinión pública o las políticas de inmigración; (Muro fronterizo EE. UU. - México)
- Generalización de situaciones complejas y multifacéticas;
- Inversión causal (convirtiendo una causa en un efecto o viceversa);
- Fabricación inmediata de eventos o afirmaciones.
- Selección de contenidos morbosos y relacionados con lo criminal, la guerra, el armamento, la enfermedad, lo sobrenatural o lo misterioso en medios o canales televisivos o de Internet, en vez de contenidos creativos, culturales, científicos o artísticos.

### Miedo emergente
Al otro extremo del rango, una cultura del miedo es planteada como una susceptibilidad que surge de cada rincón de la sociedad contemporánea, de forma natural. Frank Furedi, profesor de sociología en la Universidad de Kent (Gran Bretaña), quien también fundó el Partido Comunista Revolucionario, ejemplifica este margen del rango con sus libros, Culture of Fear: Risk-taking and the Morality of Low Expectations (1997) y Politics of Fear: Beyond Left and Right (2005). Furedi sitúa el origen del fenómeno en lo que él caracteriza como una 'falla de la imaginación histórica', un síntoma que identifica como la extenuación de los sistemas de significado político del siglo XX.
Fue mi experiencia del pánico a la píldora anticonceptiva de 1995 que me motivó a escribir Culture of Fear. Llevé a cabo un estudio global de reacciones nacionales del pánico, y rápidamente caí en la cuenta de que las respuestas diferenciales fueron culturalmente instruidas. Algunas sociedades, como la británica y la alemana, reaccionaron de una manera confusa, a modo de pavor - mientras que países como Francia, Bélgica y Hong Kong, adoptaron un enfoque más mesurado.  
Desde el punto de vista de Furedi, una percepción universal de horror pre-existe y apuntala las expresiones de alarma de los medios de información y los políticos. Mientras los medios y los gobernantes pueden amplificar y sacar provecho de esta sensibilidad, sus actividades no son decisivas en su producción cultural. Furedi nivela la carga en varias voces 'anti institucionales' o 'liberales', afirmando que ellos son al menos cómplices en la explotación de ansiedades como la 'implantación' (de catástrofes ecológicas, por ejemplo), que es el asimiento más comúnmente benéfico a partir de la cultura del miedo.

### Falta de miedo
Algunos analistas, también apuntan que un proceso similar al de crear miedo, puede ser usado para desalentar a cualquiera trivializando o ignorando categóricamente el problema, un tipo de muerte por apatía. Es difícil asustarse de algo que no existe. Ejemplos de esto son las emisiones de asbesto y cigarrillos: hasta que las personas pueden concluyentemente probar el daño, todos estos problemas son normalmente tratados como si fueran inexistentes. Otra muestra puede ser la idea de no informar sobre las guerras para dar la apariencia de que no existen o para intentar minimizar su trascendencia.

## Casos de estudio
Cada uno de los arriba mencionados, han seleccionado ejemplos de discursos públicos recientes para ilustrar su causa. En cada caso, el argumento general es que la naturaleza de la amenaza descrita en dichas disertaciones gubernamentales, está fuera de proporción según los reales riesgos y daños implicados. Diferentes investigadores fijan su atención en diversos aspectos de tales eventos - por ejemplo, algunos se concentrarán en cómo las historias pueden ser distorsionadas al ser difundidas a nivel nacional, mientras que otros se centraran sobre la receptividad de la audiencia o su conformidad para alterar su comportamiento o preferencias de voto. Para cada caso, puede haber varios expertos y organizaciones que disputan la implicación que el asunto es excesivamente exagerado.
- Resistencia antibiótica - ¿Se volverán los gérmenes inmunes a los fármacos? (como el SARM)
- Implantes de pecho - ¿Se saldrán de su lugar?
- Telefonía móvil - ¿Causan cáncer cerebral e incendios en las gasolineras?
- Industria farmacéutica - ¿Cuáles son los efectos secundarios de las medicinas con prescripción?
- Prohibición de drogas - ¿Pueden los estupefacientes ser legales?
- Dungeons & Dragons, League of Legends, música y videojuegos - ¿Pueden corromper la mente de los niños?
- Alimentos transgénicos y Alimentos contaminados - ¿Es esta comida segura para comer?
- Calentamiento global - ¿Cuál es el impacto global de los crecientes niveles de CO2?
- Google - ¿La acumulación de términos en búsqueda, compromete potencialmente la privacidad del usuario?
- Hackers - ¿Pueden lograr acceder a mi computadora?
- Alarma antirrobo - ¿Están seguros de intrusos los inquilinos?
- VIH - ¿Qué tan contagiosa es la enfermedad?
- Usurpación de identidad - ¿Alguien tendrá la intención de destruir mi vida al personificarme?
- Inmunización - ¿Son seguras las vacunas aun cuando están hechas de huevos de gallina y contienen mercurio?
- Abeja africanizada - ¿Qué tan letales son?
- Secuestro - ¿Cómo puede uno proteger a su familia?
- Energía nuclear - ¿Cuáles son los efectos a largo plazo de la exposición a la radiación?
- Tráfico de órganos - ¿Hay gente que al ser narcotizada despierta sin un riñón?
- Agujero de ozono - ¿Causará el agujero de ozono gran incidencia de cáncer?
- Paganismo y Brujería - ¿Pueden surgir cultos que reemplazen o destruyan la moral tradicional?
- Pandemia - ¿Existe una enfermedad en algún punto del planeta que pueda esparcirse incontrolablemente y matar a todos?
- Pederastia - ¿Puede uno confiar de extraños junto a niños?
- Pobres - ¿Todo pobre es capaz de robar por necesidad?
- Anticomunismo - En EUA cientos de personas fueron encarceladas, identificadas como sospechosas o deportadas por miedo al anarquismo y comunismo.
- Rituales satánicos
- Fumador pasivo - ¿Puede uno mismo contraer cáncer de esta forma?
- Filmes snuff
- Red social - ¿Puede ser usada nuestra información personal para fines que desconocemos?
- Estabilidad de la Seguridad social - ¿Cuentan los trabajadores con un respaldo para cuando se retiren?
- Terrorismo - ¿Realmente vivimos en un país seguro?

## Crítica y contexto político
Las políticas de George W. Bush, especialmente su gestión retórica alrededor de su "guerra contra el terrorismo" y la invasión de Irak, han sido el blanco principal de las críticas. En este contexto, la "cultura del miedo" es supuestamente generada por la administración de Bush y sus aliados, en un esfuerzo jerárquico para incrementar el apoyo a la fuerza militar y las operaciones de seguridad nacionales. En un amplio contexto político-nacional, muchos creen que los políticos conservadores y algunos líderes morales, hacen a la gente temerosa de cosas tales como el terrorismo, el crimen o drogas ilegales para influenciar sobre la opinión pública y la conducta personal. Es algo que muchos creen es intencionalmente exagerado por los medios a petición de los propietarios conservadores de compañías mediáticas (por ejemplo, Rupert Murdoch y Fox News).
La idea de una sociedad en gran medida de "cultura del miedo", puede ser percibida por liberales y otros oponentes de los conservadores, como una estenografía de la manipulación cultural por parte de estos con fines políticos.
Por el contrario, los liberales también han sido acusados por su justa participación de alarmismo para aplicarlo a sus propias agendas políticas, especialmente en asuntos de protección ambiental, biotecnología y seguridad.
Existen varias perspectivas alternativas:
- Que en ciertos casos son ellos quien presuntamente fabrican los miedos, que los políticos están realmente reaccionando frente a la opinión pública (racionalmente o a la inversa).
- Que las preocupaciones relevantes son legítimas, pero los críticos no coinciden con las soluciones propuestas o necesarias, sino que desean desenfatizar los problemas.
- Que el mercado de los medios de información masiva simplemente maximiza su audiencia y que la temible información, casualmente es una cosa que arrebata la atención de las personas. (Algunos hasta podrían argumentar que esto sirve al interés público.)

Sobre cuestiones que no han sido fuertemente asociadas con la controversia política derecha/izquierda, una estampida ostentosa de miedos en el discurso público pueden ser etiquetadas por otros especialistas como "alarmistas". Síntomas típicos de una alarma incluyen una falta de educación general o científica entre el público, predisposiciones intrínsecas en la valoración de riesgos, carencia de pensamiento racional, información errónea y el dar mucha importancia a los rumores.
L. Howie afirma que el miedo adquiere connotación política cuando existe una gran audiencia que quede sujeta a su exposición. Ningún ataque terrorista busca la exterminación de una comunidad, sino someter a la mayor cantidad posible de personas a un sentimiento de vulnerabilidad.

### Audiovisuales
- Bowling for Columbine (2002), película dirigida por Michael Moore.
- Outfoxed - bitácora de guerra de Rupert Murdoch (2004), dirigida por Robert Greenwald.
- The Power of Nightmares - serie de filmes documentales de la BBC, escritos y producidos por Adam Curtis. Descargar el DVD (en idioma original) o Ver en Google Videos (parte I) y Ver parte II